# 주월중학교
주월중학교(珠月中學校)는 대한민국 광주광역시 남구 주월동에 위치한 공립 중학교이다.

## 학교 연혁
- 1992년 2월 6일 : 주월중학교 설립인가 (27학급 남녀공학)
- 1992년 3월 7일 : 개교 및 입학식 (남 6학급, 여 6학급)
- 2024년 3월 1일 : 제14대 이연미 교장 취임
- 2025년 1월 8일 : 제31회 졸업(159명, 총 졸업생 8,161명)
- 2025년 3월 4일 : 제34회 입학(남학생 101명, 여학생 73명 계 174명)

## 참고 자료
- 주월중학교 - 한국교육학술정보원 학교알리미